# Проєкція Галла-Пітерса

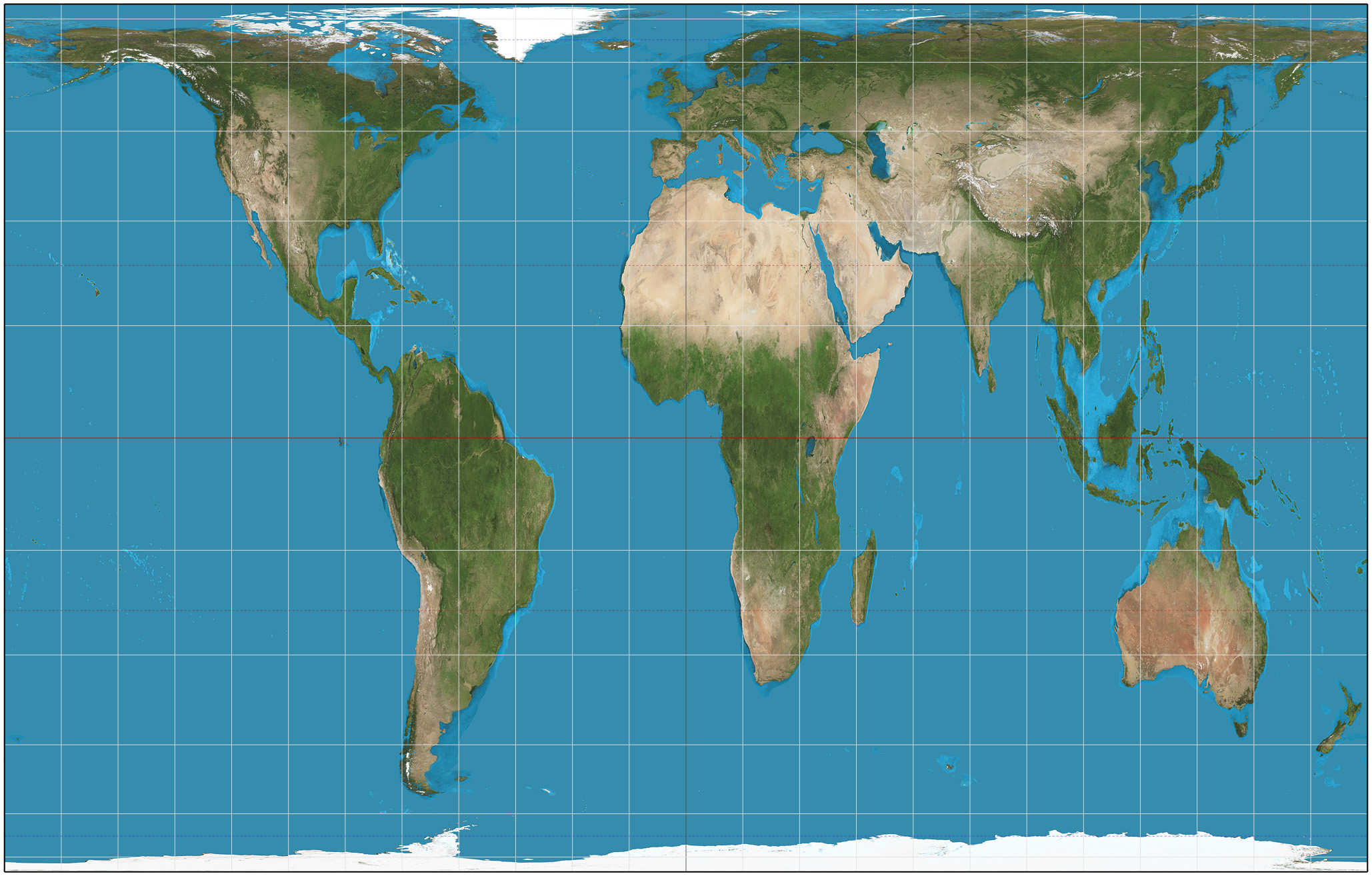
Проєкція карти світу Галла-Пітерса

Проєкція Галла–Пітерса — це прямокутна рівновелика картографічна проєкція. Як і всі рівновеликі проєкції, вона спотворює більшість форм. Це циліндрична рівновелика проєкція, на якій відсутні спотворення на 45° північної та південної широтах. Проєкція названа на честь Арно Пітерса і Джеймса Галла.
Галл описав проєкцію в 1855 році на науковому конгресі і опублікував статтю про неї в 1885 році. Пітерс представив проєкцію ширшій аудиторії на початку 1970-х років завдяки своїй «Карті світу Пітерса». Назва «проєкція Галла–Пітерса» була вперше використана Артуром Робінсоном у брошурі, виданій Американською картографічною асоціацією в 1986 році.
Проєкція Галла–Пітерса стала відомою наприкінці 20-го століття як центральна частина дебатів щодо політичних наслідків дизайну карт.

## Опис

Циліндрична рівновелика проєкція Галла–Пітерса з індикатрисами деформації Тіссо

### Спрощена формула
Проєкцію традиційно визначають так:
{\displaystyle {\begin{aligned}x&={\frac {R\pi \lambda \cos 45^{\circ }}{180^{\circ }}}={\frac {R\pi \lambda }{180^{\circ }{\sqrt {2}}}}\\y&={\frac {R\sin \varphi }{\cos 45^{\circ }}}=R{\sqrt {2}}\sin \varphi \end{aligned}}}
де λ — довгота, яка вимірюється від центрального меридіана, в градусах, φ — широта, а R — радіус земної кулі, яка використовується як модель Землі для проєкції. Якщо довгота вказана в радіанах, множники π/180° потрібно видалити.

### Формула
Без перетворення одиниць і рівномірного масштабування формули можна записати так:
{\displaystyle {\begin{aligned}x&=R\lambda \\y&=2R\sin \varphi \end{aligned}}}
де {\displaystyle \lambda } — довгота, яка вимірюється від центрального меридіана (в радіанах), {\displaystyle \varphi } — широта, а R — радіус земної кулі, яка використовується як модель Землі для проєкції. Отже, сфера проєктується на вертикальний циліндр, а циліндр розтягується вдвічі в довжину. Коефіцієнт розтягування, у цьому випадку 2, є тим, що відрізняє варіації циліндричної рівновеликої проєкції.

### Зв'язок із циліндричними рівновеликими проєкціями
Різні спеціалізовані варіанти циліндричної рівновеликої проєкції відрізняються лише співвідношенням вертикальної осі до горизонтальної. Це співвідношення визначає стандартну паралель проєкції, яка є паралеллю, на якій немає спотворень і уздовж якої відстані відповідають заявленому масштабу. Стандартними паралелями Галла–Пітерса є 45° північної широти і 45° південної широти. Кілька інших спеціалізованих варіантів рівновеликих циліндричних проєкцій були описані, висунуті або названі іншим чином.

## Походження та найменування
Проєкцію Галла–Пітерса вперше описав у 1855 році шотландський священик Джеймс Галл, який представив її разом із двома іншими проєкціями на зустрічі Британської асоціації сприяння розвитку науки у Глазго. Він дав їй назву «ортографічна» і офіційно опублікував свою роботу в 1885 році в Шотландському географічному журналі. Проєкція наводить на думку про ортографічну проєкцію, оскільки відстані між паралелями Галла–Пітерса кратні відстаням між паралелями ортографічної проєкції до постійного значення. Це постійне значення дорівнює √2.
У 1967 році німецький кінорежисер Арно Пітерс самостійно розробив подібну проєкцію, яку він представив у 1973 році як «карту світу Петерса». Початковий опис Пітерса його проєкції містив геометричну помилку, яка, якщо її розуміти буквально, передбачала стандартні паралелі 46°02′ північної/південної широти. Однак із тексту, який супроводжував опис, було зрозуміло, що він передбачав стандартні паралелі 45° північної/південної широти, що робить його проєкцію ідентичною ортографічній проєкції Галла. У будь-якому випадку різниця на карті світу незначна.
Назва «проєкція Галла–Пітерса», ймовірно, була вперше використана Артуром Робінсоном у брошурі, опублікованій Американською картографічною асоціацією в 1986 році. До 1973 року, коли виникла необхідність її згадувати, використовувалася назва «ортографія Галла». Більшість прихильників Пітерса називають її «проєкцією Пітерса». У роки суперечок картографічні статті мали тенденцію використовувати то одну назву, то іншу, визнаючи обидві назви. Останніми роками, здається, домінує назва «проєкція Галла–Пітерса»[джерело?].

## Суперечка про карту світу Пітерса

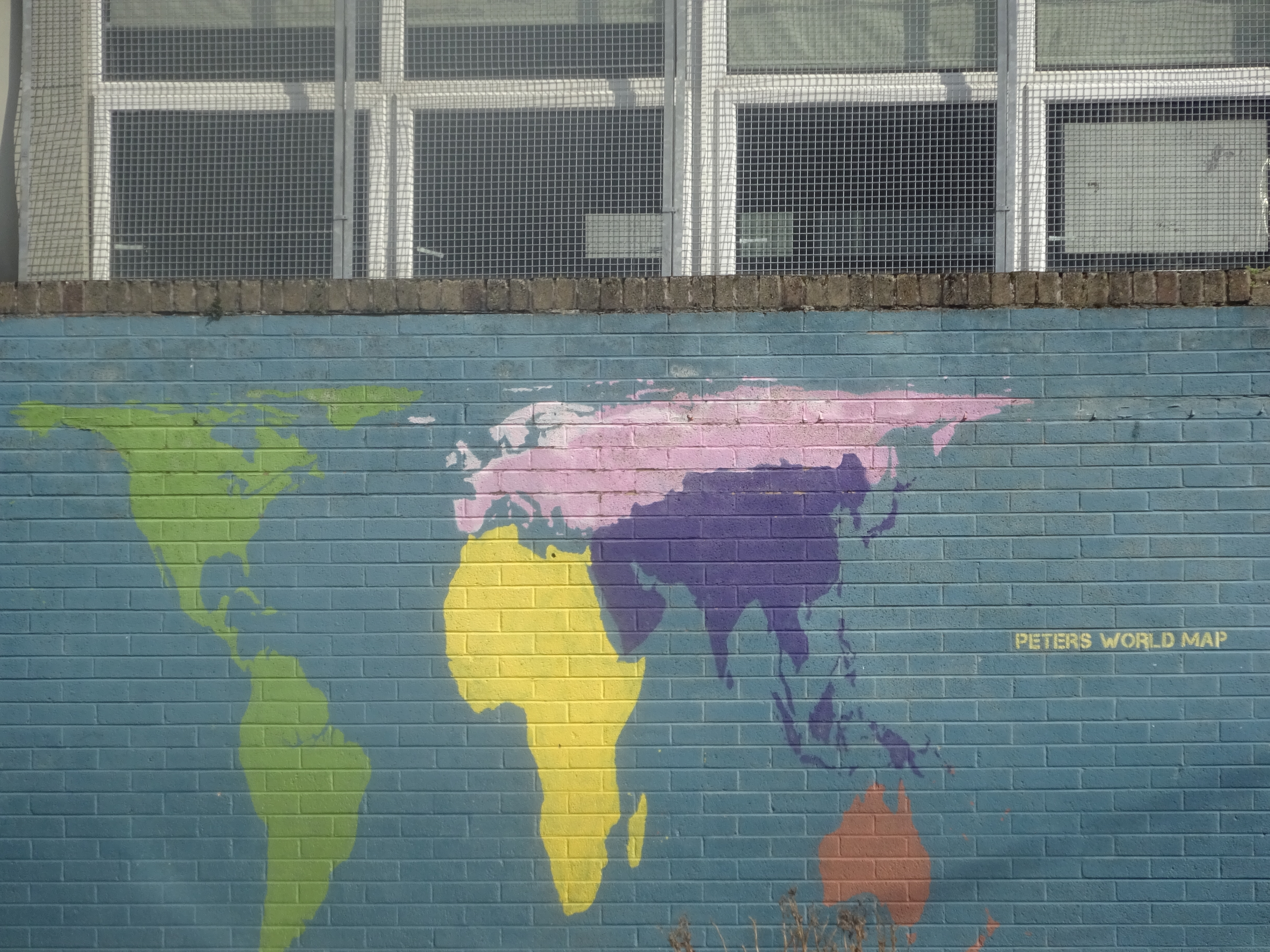
Настінний розпис в школі із зображенням проєкції Галла–Пітерса з кольоровими континентами.

Права і ліва межі карти Пітерса знаходяться в Беринговій протоці, тому вся Росія відображається з правого боку.
Велике коло Гринвіча
Велике коло Берингової протоки (перетинає Флоренцію в Італії, див. Флорентійський меридіан)

Проєкція Галла-Пітерса спочатку привернула мало уваги, коли Галл представив її в 1855 році. Вона привернула ширшу увагу після того, як Арно Пітерс знову представив її в 1973 році. Він запропонував її як кращу альтернативу загальновживаній проєкції Меркатора, оскільки проєкція Меркатора сильно спотворює відносні розміри регіонів на карті. Зокрема, він критикував той факт, що на проєкції Меркатора заможні Європа та Північна Америка виглядають дуже великими порівняно з біднішою Африкою та Південною Америкою:155. Ці аргументи спонукали багато соціально стурбованих груп прийняти проєкцію Галла-Пітерса, включаючи Національну Раду Церков і журнал Новий інтернаціоналіст.

Його кампанію підкріплювало помилкове твердження, що проєкція Галла-Пітерса була єдиною картою, яка «правильно зображала площі». Насправді деякі з найдавніших проєкцій є рівновеликими (наприклад, синусоїдальна проєкція), і число таких проєкцій досягає сотень. Він також помилково стверджував, що проєкція має «абсолютну конформність кутів», не має «жодних екстремальних спотворень форми» і «повністю передає фактичну відстань». Пітерс пояснив свою критику проєкції Меркатора критикою ширшої картографічної спільноти. Зокрема, Пітерс писав у «Новій картографії»,
Авторитетом своєї професії [картографи] гальмували її розвиток. Оскільки Меркатор створив свою глобальну карту понад чотириста років тому в епоху світового панування європейців, картографи чіплялися за неї, незважаючи на те, що вона давно застаріла через події, що відбулися. Косметичними корекціями вони прагнули надати їй актуальності...

Картографічна професія, зберігаючи старі принципи, засновані на євроцентристській глобальній концепції, нездатна розробити цю егалітарну карту світу, яка єдина може продемонструвати рівність усіх народів землі.
Коли кампанія Пітерса набула популярності, картографічна спільнота вороже відреагувала на його критику, а також на неточності і відсутність новизни його тверджень. Вони звернули увагу на довгий список картографів, які протягом попереднього століття офіційно висловлювали розчарування з приводу надмірного використання проєкції Меркатора видавцями і виступали за використання альтернативи. Крім того, кілька вчених критикували особливо великі викривлення, присутні в проєкції Галла-Пітерса, і зауважили іронію неспотвореного представлення середніх широт, включаючи рідну для Пітерса Німеччину, за рахунок низьких широт, де розташовані більш технічно слаборозвинені країни.
Збільшення розголосу навколо заяв Пітерса в 1986 році спонукало Американську картографічну асоціацію (нині Товариство картографії та географічної інформації) випустити серію буклетів (зокрема «Яка карта найкраща»), призначених для ознайомлення громадськості з проєкціями карт і викривленнями на картах. У 1989 і 1990 роках, після деяких внутрішніх дебатів, сім північноамериканських географічних організацій прийняли резолюцію, що відкидає всі прямокутні карти світу, категорію, яка включає як проєкцію Меркатора, так і проєкцію Галла-Пітерса, хоча північноамериканське товариство картографічної інформації, що помітно, відмовилося її схвалити.
Обидва табори ніколи не робили реальних спроб до примирення. Табір Пітерса здебільшого ігнорував протести картографів і не визнавав попередні роботи Галла, доки суперечка не була в основному вичерпана, наприкінці життя Пітерса. Хоча він, ймовірно, розробив проєкцію самостійно, його ненаукова поведінка та відмова залучити картографічну спільноту, безсумнівно, сприяли поляризації та безвихідній ситуації.
У наступні десятиліття Дж. Браян Харлі приписував феномену Пітерса демонстрацію соціальних наслідків картографічних проєкцій, тоді як географ Джеремі Кремптон вважав всі карти політичними та розглядав засудження картографічної спільноти реакційним і, можливо, демонструючим незрілість професії.

## Прийняття
Карти, засновані на проєкції Галла–Пітерса, підтримуються ЮНЕСКО, і також широко використовуються в британських школах. Державні школи штату Массачусетс і Бостона почали поступово вводити ці карти в березні 2017 року, ставши першим державним шкільним округом і штатом у Сполучених Штатах, які прийняли карти Галла–Пітерса як стандарт. До моменту розпуску в 2020 році компанія ODT Maps Inc., розташована в Емгерсті, була ексклюзивним північноамериканським видавцем проєкційних карт Пітерса та Хобо–Дайера. 16 квітня 2024 року губернатор Небраски Джим Піллен підписав закон, який зобов'язує державні школи відображати карти на основі проєкції Галла–Пітерса, подібної циліндричної рівновеликої проєкції або проєкції AuthaGraph, починаючи з 2024—2025 навчального року.